# Hersenvliesontsteking
Hersenvliesontsteking of meningitis, ook wel misleidend nekkramp genoemd, is een ontsteking van de beschermende membranen rondom de hersenen en het ruggenmerg, de zogeheten hersenvliezen. De ontsteking kan worden veroorzaakt door infectie met virussen, bacteriën of andere micro-organismen, of ook wel door bepaalde geneesmiddelen hoewel dit laatste minder vaak voorkomt. Omdat de ontsteking zich dicht bij de hersenen en het ruggenmerg bevindt kan meningitis levensbedreigend zijn. Daarom wordt de aandoening beschouwd als een medisch spoedgeval. Soms treedt beschadiging van omliggende structuren zo snel op (binnen 12 uur) dat het leven van de patiënt al niet meer te redden is op het moment dat de diagnose wordt gesteld.
De meest voorkomende symptomen van meningitis zijn hoofdpijn en nekstijfheid, in combinatie met koorts, verwardheid of een veranderd bewustzijn, braken en overgevoeligheid voor licht (fotofobie) of harde geluiden (fonofobie). Kinderen vertonen vaak slechts aspecifieke symptomen, zoals prikkelbaarheid en slaperigheid. Als er sprake is van huiduitslag kan dit wijzen op een bepaalde oorzaak van de meningitis. Meningitis ten gevolge van de meningokokken bijvoorbeeld kan vergezeld gaan van een karakteristieke huiduitslag.
Met een lumbale punctie (ruggenprik) kan de diagnose meningitis worden gesteld of uitgesloten. Daarbij wordt een naald ingebracht in het ruggenmergkanaal om een beetje cerebrospinale vloeistof (liquor, hersen- en ruggenmergvocht) dat de hersenen en het ruggenmerg omgeeft af te nemen. Dit vocht wordt onderzocht in een medisch laboratorium.
De eerste behandeling van acute meningitis bestaat uit direct toegediende antibiotica en soms antivirale middelen. Ook kunnen corticosteroïden worden gebruikt om complicaties door overmatige ontsteking te voorkomen.
Meningitis kan op lange termijn ernstige gevolgen hebben, zoals doofheid, epilepsie, hydrocefalus en cognitieve stoornissen, vooral als de hersenvliesontsteking niet snel wordt behandeld. Sommige vormen van meningitis, zoals meningitis door infectie met Neisseria meningitidis (meningokokken), Haemophilus influenzae type B, Streptococcus pneumoniae (pneumokokken) of het bofvirus, kunnen worden voorkomen door inenting.

## Klachten en symptomen

### Klinische kenmerken

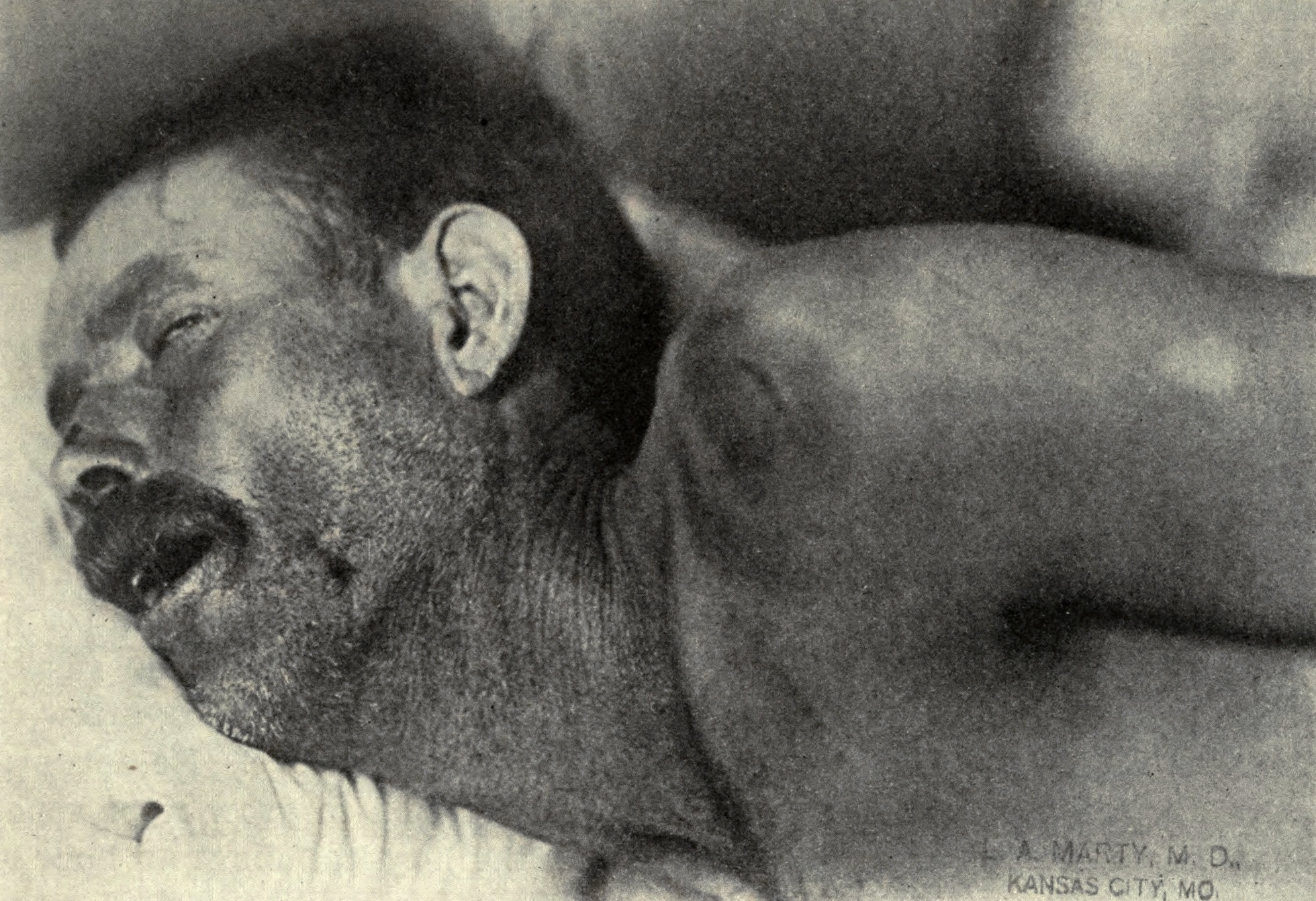
Nekstijfheid, meningitisepidemie van 1911–1912 in Texas.

Baby's, kinderen en jongvolwassenen lopen het meeste risico om hersenvliesontsteking te krijgen. Ook mensen met een cochleair implantaat hebben een hoger risico op hersenvliesontsteking.
Bij volwassenen is het meest voorkomende symptoom van meningitis hevige hoofdpijn, die zich voordoet in bijna 90% van gevallen van bacteriële meningitis, gevolgd door nekstijfheid (onvermogen om de nek passief naar voren te buigen door verhoogde spierspanning en spierstijfheid in de nek). De klassieke combinatie van drie diagnostische aanwijzingen omvat nekstijfheid, plotseling optredende hoge koorts en gedragsveranderingen; bij bacteriële meningitis is echter maar in 44-46 % van de gevallen sprake van alle drie kenmerken. Als geen van de drie symptomen zich voordoet, is meningitis uiterst onwaarschijnlijk. Andere verschijnselen die vaak worden geassocieerd met meningitis zijn onder meer fotofobie (overgevoeligheid voor helder licht) en fonofobie (overgevoeligheid voor harde geluiden).
- Bij kinderen zijn de eerste symptomen, zo blijkt uit een grootschalig onderzoek,[7] meestal die van sepsis ('bloedvergiftiging'): hoge koorts, maar koude handen en voeten, pijn in de benen (hinder bij staan en lopen) en een ongewone bleekheid van de huid.
- Kleine kinderen vertonen de bovenstaande symptomen vaak niet, zijn soms alleen prikkelbaar en zien er ziek uit.[1] Bij baby's kan een meningitis nog verraderlijker verlopen: niet meer willen drinken, lusteloos, kreunen, bleek, pijn bij verluieren, huidbloedinkjes (een laat symptoom). Soms is koorts niet aanwezig. Baby's met dergelijke symptomen, of baby's die minder dan de helft van de normale dagelijkse voeding binnenkrijgen of -houden, moeten door een arts worden gezien. Bij baby's tot 6 maanden kan de fontanel (de zachte plek boven op het hoofd van een baby) uitpuilen. Andere kenmerken die meningitis onderscheidt van minder ernstige aandoeningen bij jonge kinderen zijn pijn in de benen, koude ledematen en een abnormale huidskleur.[8][9]

Van de volwassenen met bacteriële meningitis heeft 70% te kampen met nekstijfheid. Andere verschijnselen van meningisme zijn onder meer de aanwezigheid van een duidelijk teken van Kernig of het teken van Brudzinski. Het teken van Kernig wordt vastgesteld bij een patiënt in rugligging door de heup en knie in een hoek van 90 graden te buigen. Bij iemand met een positief teken van Kernig wordt passieve strekking van de knie beperkt door pijn. Bij een positief teken van Brudzinski veroorzaakt een buiging van de nek een onwillekeurige buiging van de knie en de heup. Hoewel het teken van Kernig en het teken van Brudzinski bij de screening op meningitis algemeen worden gebruikt, is de gevoeligheid van deze tests voor dit doel beperkt. Ze bieden echter een heel goede specificiteit voor meningitis: deze verschijnselen doen zich zelden voor bij andere ziekten. Een andere test, de "hoofddraaitest", helpt bij het vaststellen of iemand met koorts en hoofdpijn meningitis heeft. De patiënt wordt gevraagd snel zijn hoofd horizontaal te draaien. Als de hoofdpijn daardoor niet erger wordt, is meningitis onwaarschijnlijk.
Meningitis die wordt veroorzaakt door de bacterie Neisseria meningitidis (de zogeheten 'meningokokkenmeningitis') valt te onderscheiden van meningitis met andere oorzaken door zich snel uitbreidende petechiën, die kunnen voorafgaan aan andere symptomen. Deze huiduitslag bestaat uit talrijke onregelmatige paarse of rode puntjes ("petechiae") op de romp, onderste ledematen, slijmvliezen, bindvliezen en (soms) de handpalmen of voetzolen. Deze huiduitslag is doorgaans niet-verblekend: de roodheid verdwijnt niet wanneer erop wordt gedrukt. Hoewel deze uitslag niet hoeft op te treden bij meningokokkenmeningitis, is dit symptoom betrekkelijk specifiek voor de ziekte. Soms komt het echter ook voor bij meningitis die wordt veroorzaakt door andere bacteriën. Andere aanwijzingen voor de oorzaak van meningitis kunnen ziektesymptomen op de huid van de hand, voet en mond en genitale herpes zijn, die beide worden geassocieerd met verschillende vormen van virale meningitis.

### Klinisch beeld van virale meningitis
- Grieperig beeld (koorts, hoofd- en spierpijn, licht tot matige nekstijfheid, licht meningisme)
- Convulsies en/of bewustzijnsstoornissen (indien meningo-encefalitis)
- Andere tekens van de virale infectie: bijvoorbeeld bof, gastro-enteritis of herpesletsels
- Eventueel stuipen (verstoren van inwendig milieu van cellen in hersenen)
- Evenwichtsverlies, lichtschuw, lichte tot matige ademhalingsproblemen
- Eventueel psychische erectiestoornissen, lichte constipatie

De incubatietijd varieert van 2 tot 30 à 40 dagen. De meest voorkomende periode is 7-14 dagen. De incubatietijd is zeer wisselend en afhankelijk van het virus.

### Vroege complicaties

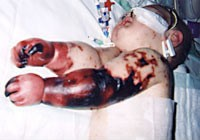
Charlotte Cleverley-Bisman kreeg als klein kind ernstige meningokokkenmeningitis; in haar geval ontwikkelden de petechiën zich tot gangreen en moesten alle ledematen worden geamputeerd. Zij overleefde de ziekte en haar foto werd gebruikt voor een poster in een vaccinatiecampagne tegen nekkramp in Nieuw-Zeeland.

In een vroeg stadium van de ziekte kunnen meer problemen optreden. Deze kunnen specifieke behandelingen vereisen en soms duiden op ernstige ziekte of slechtere prognose. De infectie kan leiden tot sepsis ('bloedvergiftiging'), waarin de infectie een reactie in het gehele lichaam teweegbrengt, versnelde hartslag, hoge of abnormaal lage temperatuur en versnelde ademhaling. Soms is er daling van de bloeddruk en wordt er dan van shock gesproken. In een vroeg stadium kan zich een zeer lage bloeddruk voordoen, vooral (maar niet uitsluitend) bij meningokokkenmeningitis; dit kan een onvoldoende bloedtoevoer naar andere organen tot gevolg hebben. Diffuse intravasale stolling (overmatige activering van de bloedstolling) kan de bloedtoevoer naar organen belemmeren en, paradoxaal genoeg, het risico van een bloeding vergroten. Bij meningokokkenziekte kan zich gangreen van de ledematen voordoen. Ernstige infecties met meningokokken en pneumokokken kunnen leiden tot bloeding in de bijnieren en uiteindelijk tot het syndroom van Waterhouse-Friderichsen, dat vaak fataal is.
Het hersenweefsel kan opzwellen waardoor de druk in de schedel stijgt; de opgezwollen hersenen kunnen door het achterhoofdsgat in de schedelbasis gaan uitpuilen. Dit kan worden opgemerkt door bewusteloosheid, het verdwijnen van de pupilreflex en een abnormale lichaamshouding. De ontsteking van het hersenweefsel kan ook de normale stroom van het hersenvocht rond de hersenen belemmeren (hydrocefalus). Door verschillende oorzaken kunnen insulten (epileptische aanvallen) optreden. Bij kinderen komen dergelijke aanvallen veelal in de vroege stadia van meningitis voor (in 30% van de gevallen), maar deze duiden niet noodzakelijkerwijs op een onderliggende oorzaak. De insulten kunnen het gevolg zijn van verhoogde druk en van ontstoken delen van het hersenweefsel. Partiële insulten (aanvallen in slechts één ledemaat of lichaamsdeel), aanhoudende insulten, insulten die pas later plaatsvinden en insulten die moeilijk met medicijnen onder controle te brengen zijn, zijn aanduidingen dat de patiënt op lange termijn restverschijnselen aan de ziekte kan overhouden.
Ontsteking van de hersenvliezen kan leiden tot afwijkingen in de hersenzenuwen, een groep zenuwen die ontspringen in de hersenstam en het hoofd en de nek aansturen, en die onder meer de oogbewegingen, de gelaatsspieren en het gehoor regelen. Na het doormaken van meningitis kunnen aantasting van het gezichtsvermogen en gehoorschade blijvend zijn. Ontsteking van de hersenen (encefalitis), ontsteking van de bloedvaten in de hersenen (vasculitis) en de vorming van bloedstolsels in de aderen van de hersenen (cerebrale veneuze sinustrombose) kunnen elk op zich leiden tot zwakte, verlies van gevoel, of tot een abnormaal bewegen of functioneren van het lichaamsdeel dat door het aangetaste deel van de hersenen wordt aangestuurd.

## Oorzaken
Meningitis wordt doorgaans veroorzaakt door een infectie met micro-organismen. De meeste infecties zijn te wijten aan virussen, gevolgd door bacteriën, schimmels en protozoën. Er zijn ook verschillende niet-infectieuze oorzaken van de ziekte mogelijk. De term "aseptische meningitis" wordt gebruikt voor gevallen van meningitis waarbij geen bacteriële infectie kan worden aangetoond. Dit type meningitis wordt meestal veroorzaakt door virussen, maar kan ook het gevolg zijn van een bacteriële infectie die al gedeeltelijk is behandeld, wanneer bacteriën uit de hersenvliezen verdwijnen of ziekteverwekkers een ruimte nabij de hersenvliezen infecteren (bijvoorbeeld bij sinusitis). Ook endocarditis (een infectie van de hartkleppen waarbij kleine groepjes bacteriën zich via de bloedsomloop verspreiden) kan tot aseptische meningitis leiden. Aseptische meningitis kan verder het gevolg zijn van een infectie met spirocheten, een type bacteriën waartoe ook Treponema pallidum (de veroorzaker van syfilis) en Borrelia burgdorferi (bekend als veroorzaker van de ziekte van Lyme) behoren. Meningitis kan worden opgelopen bij cerebrale malaria (malaria waarbij de hersenen geïnfecteerd raken) of amoebenmeningitis (meningitis ten gevolge van een infectie met amoeben zoals Naegleria fowleri die wordt aangetroffen in warm zoet water en in niet of slecht gechloreerde zwembaden).

### Bacteriële meningitis
De soorten bacteriën die bacteriële meningitis veroorzaken, variëren met de leeftijdsgroep van het geïnfecteerde individu.
- Bij te vroeg geboren baby's en pasgeborenen tot drie maanden oud wordt meningitis vaak veroorzaakt door groep B‑streptokokken (subtype III dat normaliter voorkomt in de vagina en voornamelijk tijdens de eerste levensweek een oorzaak is) en bacteriën die normaliter voorkomen in het spijsverteringskanaal zoals Escherichia coli (drager van het K1-antigeen). Listeria monocytogenes (serotype IVb) kan pasgeborenen infecteren en komt voor in epidemieën.
- Oudere kinderen worden meestal getroffen door Neisseria meningitidis (meningokok) en Streptococcus pneumoniae (pneumokok, serotypen 6, 9, 14, 18 en 23) en kinderen tot vijf jaar door Haemophilus influenzae type B (in landen waar hier niet tegen ingeënt wordt).[1][3]
- Bij volwassenen zijn Neisseria meningitidis en Streptococcus pneumoniae samen verantwoordelijk voor 80% van de gevallen van bacteriële meningitis. Het risico van infectie met Listeria monocytogenes is groter voor mensen ouder dan 50 jaar.[3][4] De ontwikkeling van het pneumokokkenvaccin heeft tot een daling van het aantal gevallen van pneumokokkenmeningitis bij zowel kinderen als volwassenen geleid.[13]

Recent letsel aan de schedel brengt het risico met zich mee dat bacteriën uit de neusholte binnendringen in de ruimte tussen de hersenvliezen. Om dezelfde reden gaan hulpmiddelen in de hersenen en de hersenvliezen, zoals cerebrale shunts, extraventriculaire drains of Ommaya-reservoirs, gepaard met een hoger risico op meningitis. In deze gevallen lopen de patiënten een hoger risico op infectie met stafylokokken, pseudomonas en andere gramnegatieve bacteriën. Deze ziekteverwekkers staan ook in verband met meningitis bij mensen met een verzwakt afweersysteem. Een infectie in het hoofd- en nekgebied, zoals middenoorontsteking of mastoïditis, kan bij een klein percentage mensen tot meningitis leiden. Dragers van cochleaire implantaten voor gehoorverlies lopen een hoger risico op pneumokokkenmeningitis.
Tuberculeuze meningitis, een vorm van meningitis die wordt veroorzaakt door Mycobacterium tuberculosis, komt vaker voor bij mensen in landen waar tuberculose endemisch is, maar wordt ook aangetroffen bij mensen met afweerproblemen zoals Aids.
Recidiverende bacteriële meningitis kan worden veroorzaakt door permanente anatomische gebreken, hetzij aangeboren of verworven, of door aandoeningen aan het immuunsysteem. Door anatomische defecten kan er een open verbinding bestaan tussen de buitenomgeving en het zenuwstelsel. De meest voorkomende oorzaak van recidiverende meningitis is een schedelfractuur, in het bijzonder een fractuur waarbij de schedelbasis betrokken is of die doorloopt tot de bijholten. Ongeveer 59% van de gevallen van recidiverende meningitis is te wijten aan dergelijke anatomische afwijkingen; 36% wordt veroorzaakt door immuundeficiënties (zoals gebrekken aan het complementsysteem, die iemand vooral vatbaar maken voor recidiverende meningokokkenmeningitis), en 5% is het gevolg van aanhoudende infecties in gebieden nabij de hersenvliezen.

### Virale meningitis
Virussen die meningitis veroorzaken, zijn onder meer enterovirussen (enterovirus in engere zin, ECHO, Parecho, Coxsackie), het herpessimplexvirus type 2 (en minder vaak type 1), mazelen, het varicellazostervirus (bekend als oorzaak van waterpokken en gordelroos), het bofvirus, Hiv en LCMV.

### Schimmelmeningitis
Er is een aantal risicofactoren voor schimmelmeningitis, waaronder het gebruik van immunosuppressiva (zoals na orgaantransplantatie), Aids, en verminderde immuniteit op oudere leeftijd. Deze vorm is zeldzaam bij mensen met een normaal afweersysteem, maar is voorgekomen bij verontreinigde medicijnen. De symptomen ontstaan gewoonlijk geleidelijker, met minstens een paar weken hoofdpijn en koorts voordat de diagnose wordt gesteld. De meest voorkomende schimmelmeningitis is cryptokokkenmeningitis, die wordt veroorzaakt door Cryptococcus neoformans. In Afrika is cryptokokkenmeningitis vermoedelijk de meest voorkomende oorzaak van meningitis, verantwoordelijk voor 20–25% van AIDS-gerelateerde sterftegevallen in Afrika. Andere veel voorkomende schimmels die meningitis veroorzaken, zijn Histoplasma capsulatum, Coccidioides immitis, Blastomyces dermatitidis en Candida.

### Parasitaire meningitis
Vaak wordt een parasiet als oorzaak vermoed wanneer er voornamelijk eosinofielen (een type witte bloedcellen) in het hersen- en ruggenmergvocht voorkomen. De meest voorkomende parasieten die meningitis veroorzaken, zijn Angiostrongylus cantonensis, Gnathostoma spinigerum, Schistosoma, Baylisascaris procyonis alsmede de parasieten die de aandoeningen cysticercose, toxocariasis, paragonimiasis en een aantal zeldzamer infecties veroorzaken.

### Niet-infectieuze meningitis
Meningitis kan verschillende niet-infectieuze oorzaken hebben: uitzaaiing van kanker naar de hersenvliezen ("maligne meningitis" of "neoplastische meningitis") en bepaalde medicijnen (voornamelijk pijnstillers uit de NSAID groep zoals ibuprofen, alsmede antibiotica en intraveneus toegediende immunoglobulinen). Verder kan niet‑infectieuze meningitis worden veroorzaakt door verschillende ontstekingsaandoeningen, zoals sarcoïdose (dat dan "neurosarcoïdose" wordt genoemd), bindweefselziekten zoals systemische lupus erythematodes en bepaalde vormen van vasculitis (ontsteking van de vaatwand) zoals de ziekte van Behçet. Cysten (zoals epidermoïd- en dermoïdcysten) kunnen leiden tot meningitis door afgifte van een irriterende stof in de subarachnoïdale ruimte. De meningitis van Mollaret bestaat uit recidiverende episoden van aseptische meningitis en wordt mogelijk veroorzaakt door het herpessimplexvirus type 2. In zeldzame gevallen kan migraine meningitis veroorzaken, maar deze diagnose wordt meestal pas gesteld nadat andere mogelijke oorzaken zijn uitgesloten.

## Mechanisme
De hersenvliezen bestaan uit drie membranen die, samen met het hersen- en ruggenmergvocht, de hersenen en het ruggenmerg (het centraal zenuwstelsel) beschermen. De pia mater is een zeer broos ondoorlatend membraan dat stevig vastzit aan het hersenoppervlak en alle fijne contouren volgt. Het spinnenwebvlies (arachnoides), dat zo wordt genoemd vanwege de spinragachtige aanblik, is een losjes liggende zak die over de pia mater heen ligt. De subarachnoïdale ruimte scheidt de arachnoidea mater van de pia mater en is gevuld met hersenvocht. Het buitenste membraan, de dura mater, is een dik en stevig membraan dat zowel aan de arachnoidea mater als aan de schedel is gehecht.
Bij bacteriële meningitis bereiken bacteriën de hersenvliezen via een van de twee grote routes: via de bloedsomloop of door rechtstreeks contact tussen de hersenvliezen en ofwel de neusholte of de huid. In de meeste gevallen volgt meningitis nadat organismen, levend op slijmvliezen zoals in de neusholte, in het bloed zijn gekomen. Deze worden op hun beurt vaak voorafgegaan door virusinfecties, die de normale slijmvliesbarrière beschadigen. Zodra bacteriën in de bloedsomloop zijn binnengedrongen, komen ze in de subarachnoïdale ruimte op plaatsen waar de bloed-hersenbarrière kwetsbaar is, zoals de plexus chorioides. Meningitis ontstaat bij 25% van de pasgeborenen bij wie het bloed geïnfecteerd is met groep B-streptokokken; bij volwassenen komt dit minder vaak voor. Directe verontreiniging van het hersen- en ruggenmergvocht kan het gevolg zijn van ingebrachte hulpmiddelen, schedelfracturen of infecties van de neus-keelholte of de neusbijholten die in verbinding met de subarachnoïdale ruimte zijn komen te staan (zie hierboven). Soms kan een aangeboren afwijking van de dura mater worden vastgesteld.
De uitgebreide ontsteking die bij meningitis in de subarachnoïdale ruimte ontstaat, is geen direct gevolg van bacteriële infectie, maar kan grotendeels worden toegeschreven aan de reactie van het immuunsysteem op het binnendringen van bacteriën in het centrale zenuwstelsel. Wanneer componenten van het bacteriële celmembraan worden opgemerkt door de immuuncellen van de hersenen (astrocyten en microglia), reageren deze door afgifte van grote hoeveelheden cytokinen, hormoonachtige stoffen die andere afweercellen activeren en andere weefsels stimuleren om aan de afweerreactie mee te werken. De bloed-hersenbarrière wordt doorlaatbaarder, wat leidt tot "vasogeen" hersenoedeem (zwelling van de hersenen door vloeistoflekkage uit de bloedvaten). Er komen grote aantallen witte bloedcellen in het hersen- en ruggenmergvocht, waardoor ontsteking van de hersenvliezen ontstaat die tot "interstitieel" oedeem (zwelling door vloeistof tussen de cellen) leidt. Bovendien raken de wanden van de bloedvaten zelf ontstoken (cerebrale vasculitis), wat leidt tot een verminderde bloedstroom en een derde type oedeem, "cytotoxisch" oedeem. Deze drie vormen van hersenoedeem leiden alle tot verhoogde druk in de schedel. In combinatie met de verlaagde bloeddruk die vaak wordt aangetroffen bij acute infectie betekent dit dat bloed moeilijker naar de hersenen stroomt. Daardoor komen de hersencellen zuurstof tekort en vindt er apoptose plaats (geprogrammeerde celdood).
Het is bekend dat de toediening van antibiotica het bovenstaande proces aanvankelijk kan verergeren doordat de vernietiging van bacteriën maakt dat de vrijkomende hoeveelheid producten van bacteriële celmembranen toeneemt. Bepaalde behandelingen, zoals het gebruik van glucocorticoïden, zijn gericht op het afremmen van de reactie van het afweersysteem op dit verschijnsel.

## Diagnose
| Type meningitis  | Glucose | Eiwit           | Cellen                           |
| ---------------- | ------- | --------------- | -------------------------------- |
| Acuut bacterieel | laag    | hoog            | Neutrofielen, vaak > 300/mm³     |
| Acuut viraal     | normaal | normaal of hoog | mononucleair, < 300/mm³          |
| Tuberculeus      | laag    | hoog            | mononucleair en PMN's, < 300/mm³ |
| Schimmels        | laag    | hoog            | < 300/mm³                        |
| Kwaadaardig      | laag    | hoog            | meestal mononucleair             |

### Bloed- en beeldvormende onderzoeken
Als bij een patiënt een vermoeden van meningitis bestaat, wordt bloedonderzoek naar ontstekingsmarkers uitgevoerd (bijv. C-reactief proteïne, bloedbeeld met differentiaal) en worden bloedkweken ingezet.
Het belangrijkste onderzoek om meningitis vast te stellen of uit te sluiten is een analyse van het hersen- en ruggenmergvocht (liquor) met een lumbale punctie (ruggenprik). Een lumbaalpunctie is echter gecontra-indiceerd als zich een massa in de hersenen (tumor of abces) bevindt of als de intracraniële druk (druk in de schedel) is verhoogd, omdat dit kan leiden tot inklemming van de hersenstam. Als iemand risico loopt op een gezwel of een verhoogde druk in de schedel (recent hoofdletsel, een bekend probleem met het afweersysteem, plaatselijke neurologische symptomen of aanwijzingen voor een verhoogde druk in de schedel na onderzoek), wordt een CT-scan of een MRI-scan aanbevolen voordat een lumbaalpunctie wordt gedaan. Dit gaat op voor 45% van alle volwassen patiënten. Als vóór de lumbaalpunctie een CT- of MRI-scan nodig is of als de lumbaalpunctie moeilijk uitvoerbaar is, dienen volgens professionele richtlijnen eerst antibiotica te worden toegediend om vertraging van de behandeling te voorkomen, vooral als dit langer duurt dan 30 minuten. Vaak wordt een CT- of MRI-scan dan in een later stadium uitgevoerd voor onderzoek naar complicaties van meningitis.
Bij ernstige vormen van meningitis kan het belangrijk zijn de elektrolyten in het bloed regelmatig te controleren. Bij bacteriële meningitis bijvoorbeeld komt vaak hyponatriëmie voor door een combinatie van factoren, waaronder uitdroging, het inadequate secretie van antidiuretisch hormoon (SIADH) en te agressieve intraveneuze toediening van vocht.

### Lumbale punctie

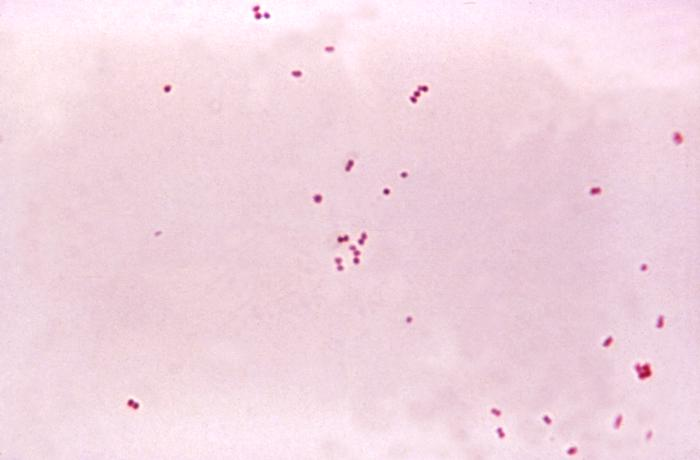
Gramkleuring van meningokokken in een kweek, waarin gramnegatieve (roze) bacteriën, vaak in paren, te zien zijn

Bij een lumbale punctie wordt de patiënt meestal op de zij gelegd, waarna een naald wordt ingebracht in de dura mater in de onderrug om hersen- en ruggenmergvocht (liquor) af te nemen. Wanneer het inbrengen van de naald gelukt is, kan de openingsdruk van de liquor worden gemeten met een manometer. Deze druk ligt normaliter tussen 6 en 25 cm water (cmH2O), maar bij bacteriële meningitis is de druk doorgaans hoger. Bij cryptokokkenmeningitis is de druk vaak bijzonder hoog. De aanblik van de vloeistof kan een indicatie zijn van de aard van de infectie: troebele liquor wijst op toegenomen hoeveelheden eiwitten, witte en rode bloedcellen en/of bacteriën, en kan een aanwijzing zijn voor bacteriële meningitis.
Het liquormonster wordt onderzocht op aanwezigheid en typen witte bloedcellen, rode bloedcellen, eiwitten en de glucosespiegel.  Het type witte bloedcellen dat het meest aanwezig is (zie tabel), geeft aan of de meningitis bacterieel (meestal overwegend neutrofielen) of viraal (meestal overwegend lymfocyten) is, hoewel dit in het begin van de ziekte niet altijd een betrouwbare indicator is. Het komt zelden voor dat eosinofielen de overhand hebben, wat er onder meer op duidt dat de meningitis door parasieten of schimmels veroorzaakt wordt.Bij bacteriële meningitis kan gramkleuring van het monster bacteriën te zien geven, maar de afwezigheid van bacteriën sluit bacteriële meningitis niet uit omdat ze in slechts 60% van de gevallen te zien zijn; deze hoeveelheid is nog 20% lager als antibiotica waren toegediend voordat het monster werd afgenomen. Gramkleuring is ook minder betrouwbaar bij bepaalde infecties zoals listeriose. Een microbiologische kweek van het monster is gevoeliger (hiermee wordt in 70–85% van de gevallen aangetoond om welke bacterie het gaat), maar het kan tot 48 uur duren voordat er resultaten beschikbaar zijn.
De glucosespiegel in de liquor is normaal gesproken 40% lager dan die in het bloed. Bij bacteriële meningitis is de glucosespiegel meestal nog lager; de glucosespiegel in de liquor wordt daarom gedeeld door de bloedglucosespiegel (liquorglucose/serumglucose-verhouding). Een verhouding ≤0,4 is een aanwijzing voor bacteriële meningitis; bij pasgeborenen is de glucosespiegel in de liquor normaliter hoger, zodat een ratio van minder dan 0,6 (60%) als afwijkend wordt beschouwd. Een hoge lactaatspiegel in de liquor duidt erop dat bacteriële meningitis waarschijnlijker is, en hetzelfde geldt voor een verhoogd aantal witte bloedcellen. Als de melkzuurspiegel lager is dan 35 mg/dl en de patiënt niet vooraf antibiotica heeft gekregen, kan bacteriële meningitis worden uitgesloten.

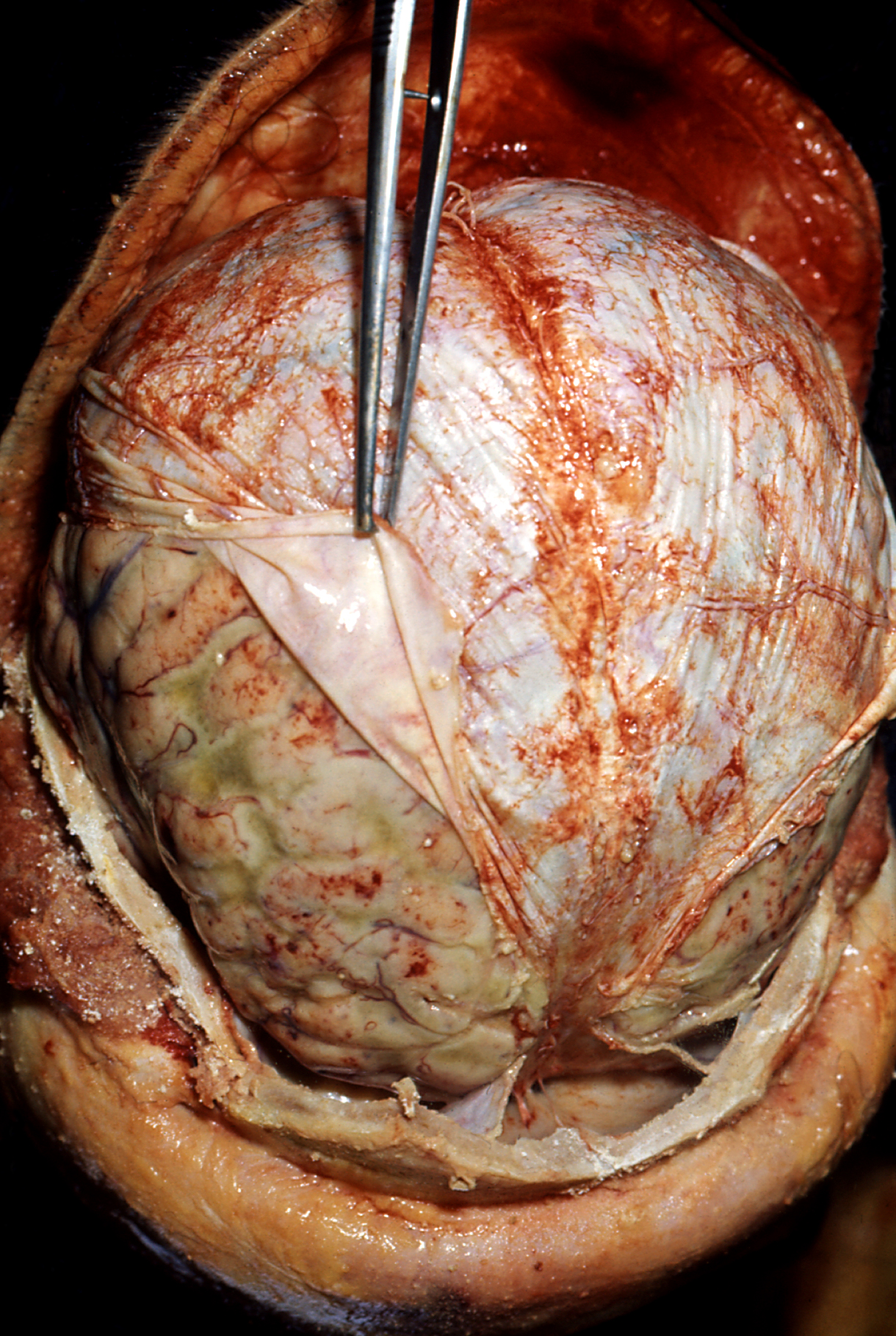
Fatale meningitis door pneumokok (Streptococcus pneumoniae).

Er kunnen verschillende andere speciale tests worden uitgevoerd om onderscheid te maken tussen verschillende typen meningitis. Een latex-agglutinatietest kan een positief resultaat opleveren bij meningitis door Streptococcus pneumoniae, Neisseria meningitidis, Haemophilus influenzae, Escherichia coli of Streptococcus agalactiae; stelselmatig gebruik wordt niet aanbevolen omdat deze test zelden leidt tot wijzigingen in de behandeling, maar de test kan nuttig zijn als andere tests geen diagnose opleveren. Net zo kan de limilus-test (limulus-amoebocyt-lysaat) positief uitvallen bij meningitis door gramnegatieve bacteriën, maar de test heeft een beperkt nut, tenzij andere tests niets hebben opgeleverd. De polymerase-kettingreactie (PCR) is een techniek waarmee zeer kleine hoeveelheden bacterieel DNA worden vermenigvuldigd om de aanwezigheid van bacterieel of viraal DNA in hersen- en ruggenmergvocht aan te tonen. Dit is een zeer gevoelige en specifieke test omdat er slechts spoortjes van het DNA van het infecterende organisme nodig zijn. Bij bacteriële meningitis kunnen hiermee bacteriën worden geïdentificeerd, en de techniek kan bijdragen aan het onderscheiden van de verschillende oorzaken van virale meningitis (enterovirus, herpes simplexvirus type 2 en bof). Bij virale meningitis kan serologie (identificatie van antilichamen tegen virussen) nuttig zijn. Als er een vermoeden van tuberculeuze meningitis bestaat, wordt het monster onderzocht met een Ziehl-Neelsen-kleuring, die een lage gevoeligheid heeft, en een tuberculosekweek, die veel tijd kost; steeds vaker wordt de polymerase-kettingreactie gebruikt. Cryptokokkenmeningitis kan tegen lage kosten worden gediagnosticeerd met een liquorkleuring met Oost-Indische inkt, maar het testen van bloed of liquor op antistoffen tegen cryptokokken is gevoeliger, in het bijzonder bij patiënten met AIDS.
"Gedeeltelijk (of partieel) behandelde meningitis", waarbij sprake is van symptomen van meningitis nadat antibiotica zijn gebruikt (zoals bij vermoedelijke sinusitis), vormt een probleem bij de diagnostiek en behandeling. In dergelijke gevallen kunnen liquorresultaten lijken op die van virale meningitis, maar moet de behandeling met antibiotica wellicht worden voortgezet totdat er een definitief positief bewijs is voor een virale oorzaak (zoals een positieve polymerasekettingreactie voor een enterovirus).

### Onderzoek na overlijden

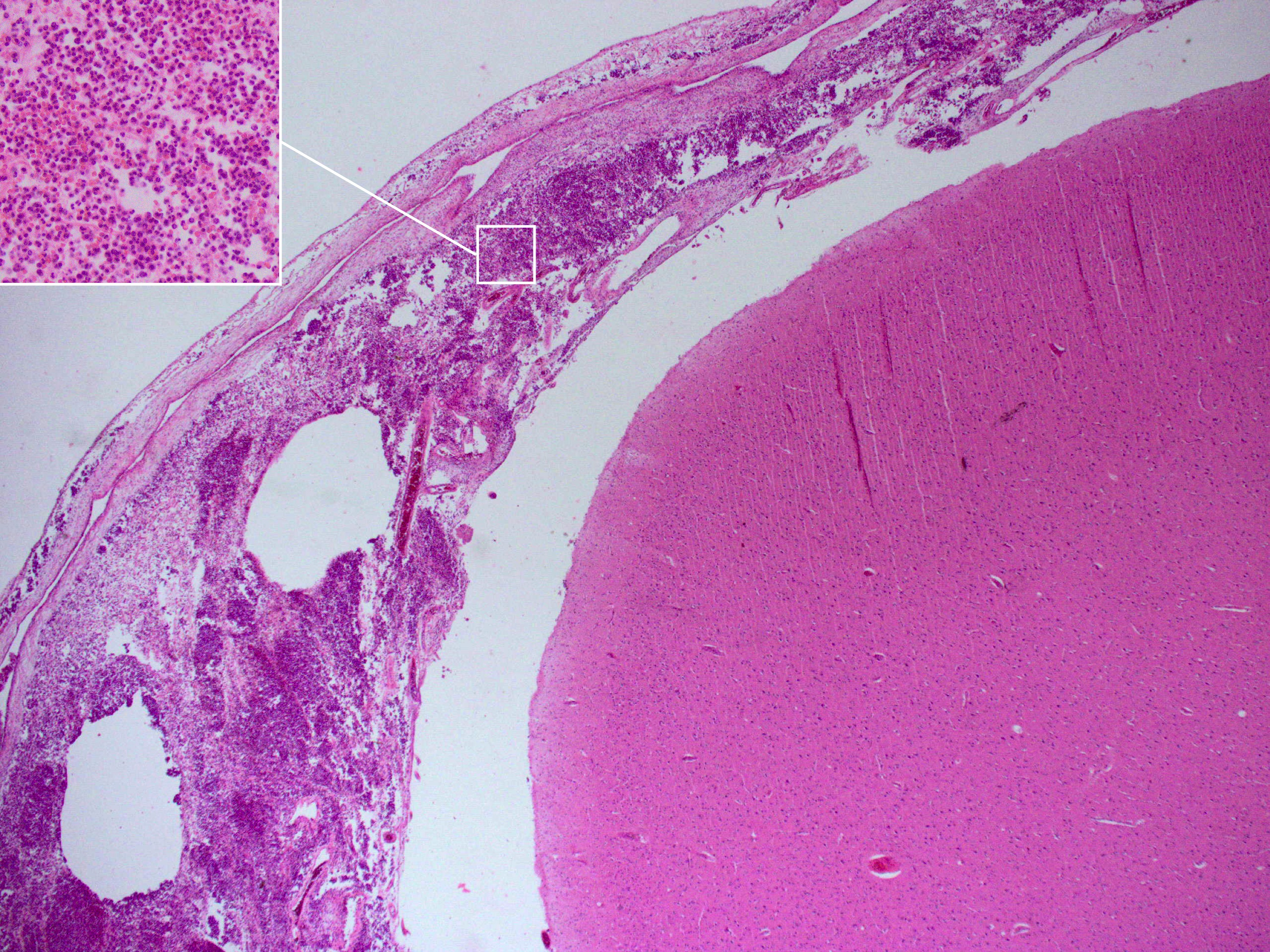
Histopathologie van bacteriële meningitis: autopsie van een patiënt met pneumokokkenmeningitis met ontstekingsinfiltraten van de pia mater, bestaande uit neutrofiele granulocyten (inzet, uitvergroot).

Meningitis kan ook na het overlijden worden vastgesteld. Bij autopsie wordt doorgaans uitgebreide ontsteking van de pia mater en de arachnoidea mater geconstateerd. Neutrofiele granulocyten zijn vaak gemigreerd naar het hersen- en ruggenmergvocht, en de hersenbasis, de hersenzenuwen, het ruggenmerg en de bloedvaten van de hersenvliezen kunnen omgeven zijn door pus.

## Preventie
Tegen sommige oorzaken van meningitis kan op lange termijn bescherming worden geboden door inenting of op korte termijn met antibiotica. Sommige gedragswijzigingen kunnen ook effectief zijn. Preventieve behandeling van contacten van patiënten is over het algemeen weinig zinvol, omdat de kans dat een ander in de omgeving het ook krijgt gering is (enige procenten). Slechts binnen het gezin is een duidelijk verhoogde kans aangetoond. Gezinsleden en kinderen met wie nauw contact bestaat, kunnen bij aangetoonde bacteriële meningitis eventueel een preventieve antibioticakuur krijgen. De grootscheepse campagnes die in de media worden belicht zijn meer een gevolg van publieke druk dan van een reëel besmettingsgevaar. Alertheid als ergens een geval van meningitis is ontdekt, is meestal voldoende bescherming.

### Gedrag
Bacteriële en virale meningitis kunnen besmettelijk zijn, maar geen van beide is zo besmettelijk als verkoudheid of griep. Beide typen kunnen worden overgedragen door druppeltjes in de adem bij intensief contact zoals zoenen of in iemand's richting niezen of hoesten, maar niet door het inademen van lucht in een ruimte waar iemand met meningitis is geweest. Virale meningitis wordt gewoonlijk veroorzaakt door enterovirussen en wordt meestal verspreid via besmetting met ontlasting. Het risico op besmetting kan worden verminderd door verandering van het gedrag dat tot de overdracht heeft geleid.

### Vaccinatie
Sinds de jaren 80 hebben veel landen vaccinatie tegen Haemophilus influenzae type B opgenomen in hun vaste vaccinatieprogramma's voor kinderen. In Nederland is deze vaccinatie sinds 1987 opgenomen in het Rijksvaccinatieprogramma. Deze bacterie was tot dan toe verantwoordelijk voor ongeveer een kwart van de gevallen van bacteriële meningitis. Hierdoor is deze ziekteverwekker in deze landen vrijwel uitgeroeid als oorzaak van meningitis bij jonge kinderen. In de landen waar de ziektelast het hoogst is, is het vaccin echter nog te duur. Net zo heeft vaccinatie tegen de bof geleid tot een sterke daling van meningitis ten gevolge van de bof, die vóór de vaccinatie optrad bij 15% van alle gevallen van de bof.
Sinds 2002 is daarbij de vaccinatie gekomen tegen de sterk opkomende meningokok, de Neisseria meningitidis type C. Naar verwachting zal het aantal gevallen van bacteriële meningitis hierdoor met circa 50% afnemen. Het is nog niet mogelijk zich door vaccinatie tegen alle vormen van bacteriële meningitis te beschermen. Om één fataal geval te voorkomen moeten tienduizenden worden gevaccineerd; of dit in die andere tienduizend gevallen ook geheel onschadelijk is, is momenteel (2003) wel aannemelijk maar niet aantoonbaar zeker.
Er bestaan vaccins tegen meningokokken in groepen A, C, W135 en Y. In landen waar het vaccin tegen groep C-meningokokken is geïntroduceerd, is het aantal gevallen ten gevolge van deze ziekteverwekker aanzienlijk afgenomen. Er bestaat nu een quadrivalent (viervoudig) vaccin dat alle vier vaccins combineert. Vaccinatie met het ACW135Y-vaccin tegen vier stammen is nu een vereiste voor een visum voor deelname aan de hadj. De ontwikkeling van een vaccin tegen groep B-meningokokken is veel moeilijker gebleken, omdat de oppervlakte-eiwitten (die normaliter worden gebruikt om een vaccin te maken) slechts een zwakke reactie van het afweersysteem opwekken of een kruisreactie met normale menselijke eiwitten aangaan. Niettemin hebben sommige landen (Nieuw-Zeeland, Cuba, Noorwegen en Chili) vaccins tegen lokale stammen van groep B-meningokokken ontwikkeld. Sommige daarvan hebben goede resultaten opgeleverd en worden gebruikt in lokale vaccinatieprogramma's. In Afrika waren de preventie en beheersing van meningokokkenepidemieën tot voor kort gebaseerd op vroegtijdige ontdekking van de ziekte en een daaropvolgende massale spoedvaccinatie van de risicogroepen met bivalente A/C- of trivalente A/C/W135-polysacharidevaccins. De introductie van MenAfriVac (een vaccin tegen groep A-meningokokken) is bij jonge mensen ook effectief gebleken en is beschreven als model voor partnerschappen in productontwikkeling in arme landen.
Stelselmatige vaccinatie tegen pneumokokken met het samengestelde pneumokokkenvaccin, dat actief is tegen zeven veel voorkomende serotypen van deze ziekteverwekker, vermindert het optreden van pneumokokkenmeningitis aanzienlijk. Het pneumokokken-polysacharidevaccin, dat 23 stammen omvat, wordt alleen toegediend aan bepaalde groepen (bijvoorbeeld mensen die een splenectomie, operatieve verwijdering van de milt, hebben ondergaan). Dit vaccin wekt niet bij alle ontvangers (bijvoorbeeld kleine kinderen) een flinke afweerreactie op. Het is bekend dat vaccinatie met het BCG-vaccin in de jeugd tot een belangrijke afname van tuberculeuze meningitis leidt, maar omdat de effectiviteit na het bereiken van volwassenheid afneemt, is men gaan zoeken naar een beter vaccin.

### Antibiotica
Een andere methode van preventie, vooral voor meningokokkenmeningitis, is een kortdurende kuur met antibiotica. Bij meningokokkenmeningitis kan profylactische toediening van antibiotica (bijv. rifampicine, ciprofloxacine of ceftriaxon) aan mensen die nauw contact hebben met een patiënt het risico verkleinen dat ze de ziekte oplopen, maar beschermt hen niet tegen toekomstige infecties. Gebleken is dat weerstand tegen rifampicine toeneemt met het gebruik, zodat soms wordt aanbevolen andere middelen te overwegen. Hoewel antibiotica vaak worden gebruikt om meningitis te voorkomen bij patiënten met een schedelbasisfractuur, is er onvoldoende bewijs om vast te stellen of dit bevorderlijk of schadelijk is. Dat geldt zowel voor patiënten met als zonder lekkage van hersen- en ruggenmergvocht.

## Behandeling
Meningitis kan levensbedreigend zijn; als de ziekte niet behandeld wordt, is het risico op overlijden groot; uitstel van behandeling gaat gepaard met een slechtere afloop. Daarom mag behandeling met breedspectrum antibiotica niet worden uitgesteld terwijl er nog onderzoek ter bevestiging van de diagnose loopt. Als in de eerstelijnszorg meningokokkenziekte wordt vermoed, wordt volgens de richtlijnen aanbevolen dat benzylpenicilline al wordt toegediend voordat de patiënt wordt overgebracht naar het ziekenhuis. Intraveneus vocht moet worden toegediend als er sprake is van hypotensie (lage bloeddruk) of een shock. Aangezien meningitis in een vroeg stadium al een aantal ernstige complicaties kan geven, wordt regelmatige medische controle aanbevolen om deze complicaties vroegtijdig te herkennen en de patiënt zo nodig op de intensive care afdeling op te nemen.
Bij een zeer laag bewustzijn of bij een falende ademhaling kan beademing nodig zijn. Zijn er aanwijzingen voor verhoogde druk in de hersenen, dan kunnen maatregelen voor bewaking van de druk worden genomen. Hiermee kunnen de cerebrale perfusiedruk en verschillende behandelingen voor verlaging van de druk in de hersenen door middel van medicijnen (bijv. mannitol) worden geoptimaliseerd. Insulten worden behandeld met anti-epileptica. Bij hydrocefalus (geblokkeerde stroming van het hersen- en ruggenmergvocht) kan het nodig zijn tijdelijk of langdurig een drainagehulpmiddel in te brengen, zoals een cerebrale shunt.

### Bacteriële meningitis

#### Antibiotica

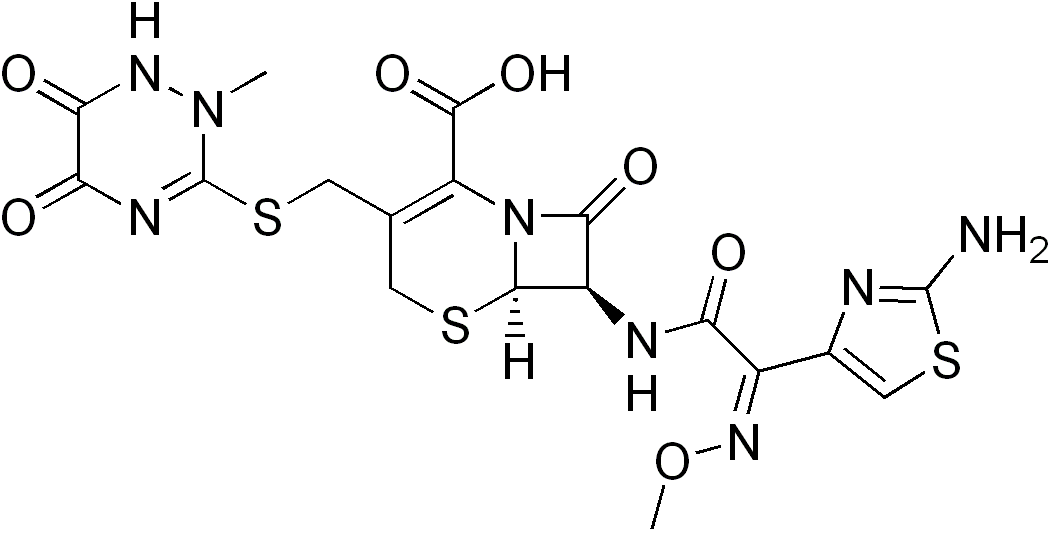
Structuurformule van ceftriaxon, een cefalosporineantibioticum van de derde generatie aanbevolen voor de eerste behandeling van bacteriële meningitis.

Er moet onmiddellijk worden begonnen met een empirische behandeling met antibiotica (behandeling zonder exacte diagnose), nog voordat de resultaten van de lumbaalpunctie en het onderzoek van de liquor bekend zijn. De keuze van de startbehandeling hangt grotendeels af van de soort bacterie die op een bepaalde plaats en in een bepaald populatie meningitis veroorzaakt. In het Verenigd Koninkrijk en Nederland bijvoorbeeld bestaat de empirische behandeling uit een cefalosporine van de derde generatie, zoals cefotaxim of ceftriaxon. In de VS, waar bij streptokokken in toenemende mate weerstand tegen cefalosporinen wordt aangetroffen, wordt toevoeging van vancomycine aan de startbehandeling aanbevolen. Chlooramfenicol, hetzij afzonderlijk of in combinatie met ampicilline, blijkt echter net zo goed te werken.
De empirische behandeling kan worden gekozen op grond van iemands leeftijd, de vraag of de infectie werd voorafgegaan door een hoofdwond of recente neurochirurgie, en of er wel of niet een cerebrale shunt is geplaatst. Bij jonge kinderen, mensen ouder dan 50 jaar en mensen met een verzwakt afweersysteem wordt toevoeging van amoxicilline aanbevolen ter bescherming tegen Listeria monocytogenes. Zodra de resultaten van de gramkleuring beschikbaar zijn en het globale type van de bacteriële oorzaak bekend is, is het wellicht mogelijk over te stappen op antibiotica waarmee de vermoedelijke groep ziekteverwekkers bestreden kan worden. De resultaten van de liquorkweek zijn meestal pas na langere tijd beschikbaar (24–48 uur). Zodra deze er zijn, kan van de empirische behandeling worden overgestapt op behandeling met specifieke antibiotica tegen het specifieke ziekteverwekkende organisme, rekening houdend met de gevoeligheid daarvan voor antibiotica. Een antibioticum is pas effectief tegen meningitis als het niet alleen actief is tegen de ziekteverwekkende bacterie, maar ook in voldoende hoeveelheden de hersenvliezen bereikt. Sommige antibiotica hebben onvoldoende doordringend vermogen en zijn daardoor van weinig nut bij meningitis. De meeste antibiotica die bij meningitis worden gebruikt, zijn niet in wetenschappelijk onderzoek rechtstreeks op mensen met meningitis getest. De relevante kennis is in plaats daarvan grotendeels afkomstig van laboratoriumonderzoek met konijnen. Tuberculeuze meningitis vereist langdurige behandeling met antibiotica. Tuberculose van de longen wordt doorgaans zes maanden behandeld, maar bij tuberculeuze meningitis duurt de behandeling meestal een jaar of langer.

#### Steroïden
Toediening van corticosteroïden (meestal dexamethason) blijkt enig voordeel te bieden, zoals minder gehoorschade en betere neurologische resultaten op de korte termijn bij adolescenten en volwassenen in rijke landen waar Hiv zeldzaam is. Volgens sommige onderzoeken daalt het sterftecijfer, maar volgens andere onderzoeken is dat niet het geval. Deze behandeling lijkt ook bevorderlijk voor patiënten met tuberculeuze meningitis, in ieder geval bij patiënten die Hiv-negatief zijn.
In professionele richtlijnen wordt daarom aanbevolen te beginnen met dexamethason of een vergelijkbaar corticosteroïde kort voordat de eerste dosis antibiotica wordt toegediend, en hiermee vier dagen door te gaan. Omdat de meeste voordelen van deze behandeling beperkt blijven tot patiënten met pneumokokkenmeningitis, wordt in sommige richtlijnen gesuggereerd dat dexamethason moet worden gestaakt als een andere oorzaak van meningitis wordt vastgesteld. De werking berust waarschijnlijk op onderdrukking van overactieve ontsteking.
Aanvullende corticosteroïden spelen bij kinderen een andere rol dan bij volwassenen. In rijke landen is het voordeel van corticosteroïden aangetoond bij zowel volwassenen als bij kinderen, maar het gebruik bij kinderen in ontwikkelingslanden wordt niet ondersteund door wetenschappelijk bewijs; het is onduidelijk wat de oorzaak van dit verschil is. In rijke landen wordt ook alleen maar voordeel van corticosteroïden gezien wanneer ze vóór de eerste dosis antibiotica worden gegeven, een voordeel dat het grootst is bij meningitis door H. influenzae, de vorm van meningitis die sinds de invoering van het Hib-vaccin juist sterk is afgenomen. Corticosteroïden worden daarom aanbevolen voor de behandeling van meningitis bij kinderen wanneer die door H. influenzae veroorzaakt zou kunnen worden en alleen als de corticosteroïden vóór de eerste dosis antibiotica worden toegediend; over andere toepassingen lopen de meningen uiten.

### Virale meningitis
Bij virale meningitis is meestal alleen een ondersteunende behandeling nodig, want de meeste virussen die meningitis veroorzaken zijn niet gevoelig voor een specifieke behandeling. Virale meningitis verloopt vaak goedaardiger dan bacteriële meningitis. Het herpes simplexvirus en het varicella zostervirus reageren soms op middelen tegen virussen als aciclovir, maar er is geen klinisch-wetenschappelijk onderzoek gedaan waarin is uitgezocht of de ziekteduur bekort. Lichte gevallen van virale meningitis kunnen thuis worden behandeld met maatregelen zoals vochttoediening, bedrust en pijnstillers.

### Schimmelmeningitis
Schimmelmeningitis, zoals cryptokokkenmeningitis, wordt behandeld met langdurige kuren met hoge doses van antimycotica, zoals amfotericine B en flucytosine. Bij schimmelmeningitis treedt vaak verhoogde druk in de schedel op. Aanbevolen wordt die druk regelmatig, het liefst dagelijks, te verlagen door middel van ruggenprikken of met een afvoerslangetje (drain) tussen de ruggenmergsvliezen.

## Prognose

Voor invaliditeit gecorrigeerd aantal levensjaren voor meningitis per 100.000 inwoners in 2004.
geen gegevens
<10
10-25
25-50
50-75
75-100
100-200
200-300
300-400
400-500
500-750
750–1000
>1000

Bacteriële meningitis die niet behandeld wordt, loopt vrijwel altijd dodelijk af. Virale meningitis herstelt daarentegen vaak spontaan en heeft zelden een fatale afloop. Met behandeling is de mortaliteit (risico op overlijden) door bacteriële meningitis afhankelijk van de leeftijd van de patiënt en de onderliggende oorzaak. Bij pasgeborenen kan 20–30% aan bacteriële meningitis overlijden. Dit risico is veel kleiner bij oudere kinderen (ongeveer 2%), maar stijgt weer tot ongeveer 19–37% bij volwassenen. Behalve leeftijd zijn er nog een aantal andere risicofactoren voor overlijden, zoals de ziekteverwekker en de tijd die nodig is om de ziekteverwekker uit de hersen- en ruggenmergvloeistof te verwijderen, de ernst van de ziekteverschijnselen, verlaagd bewustzijn of een abnormaal laag aantal witte bloedcellen in de hersen- en ruggenmergvloeistof. Meningitis door H. influenzae en meningokokken heeft een betere prognose dan meningitis door groep B-streptokokken, coliforme bacteriën en S. pneumonia. Verder heeft meningitis door meningokokken bij volwassenen een lagere mortaliteit (3–7%) dan meningitis door pneumokokken.
Bij kinderen kunnen verschillende stoornissen als gevolg van beschadiging van het zenuwstelsel optreden, waaronder doofheid door beschadiging van het binnenoor, epilepsie, leerstoornissen, gedragsstoornissen en afgenomen intelligentie. Dit soort stoornissen komt voor bij 15% van de kinderen die de ziekte overleven. De slechthorendheid herstelt zich soms voor een deel. Bij volwassenen herstelt 66% van de patiënten zonder afwijkingen. De grootste problemen zijn doofheid (bij 14%) en cognitieve stoornissen (bij 10%).

## Epidemiologie

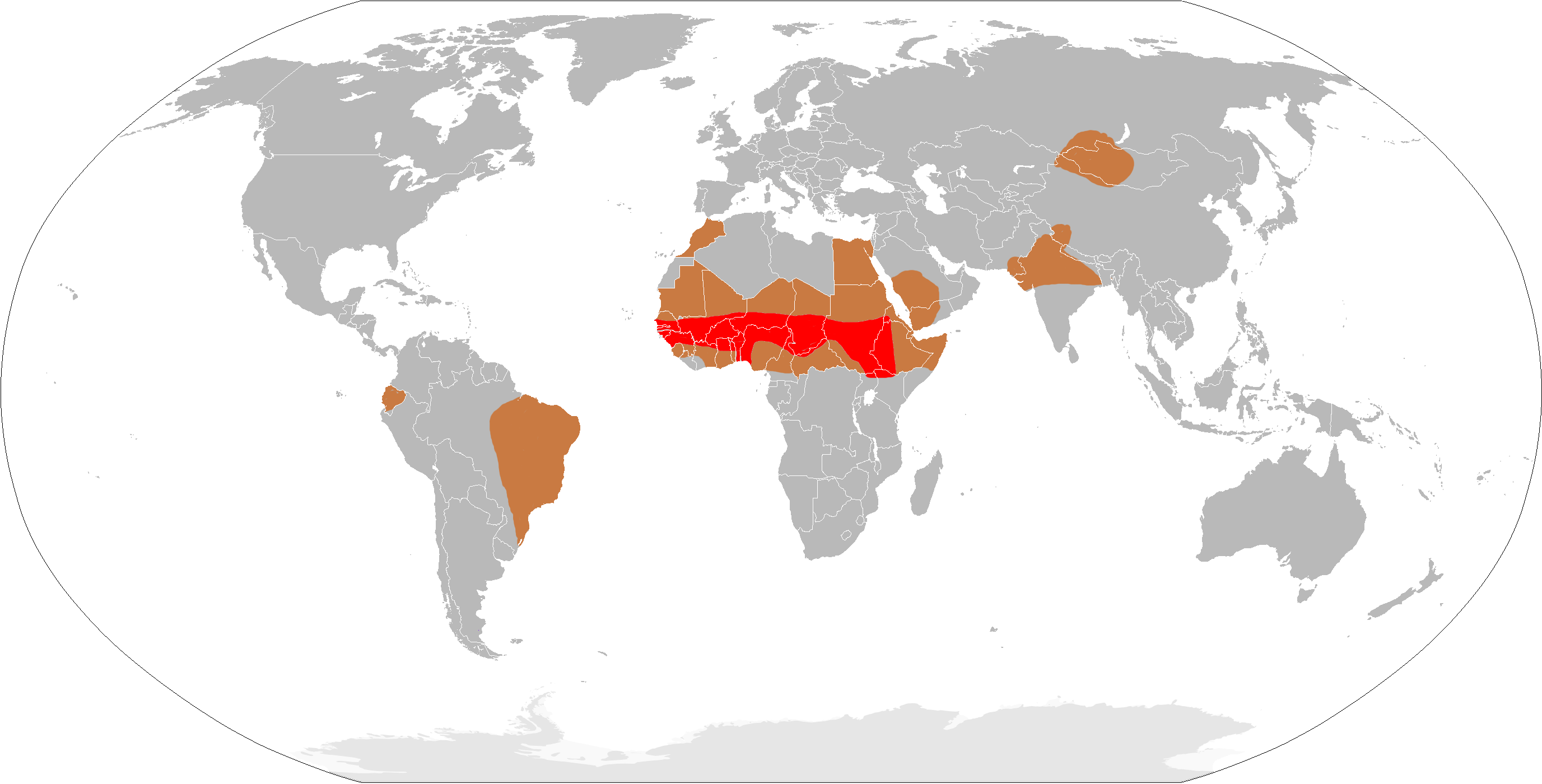
Demografische verspreiding van meningokokkenmeningitis.
meningitisgordel
epidemiezones
alleen sporadische gevallen

Hoewel meningitis in vele landen een meldingsplichtige ziekte is, is het exacte incidentiecijfer niet bekend. Bacteriële meningitis komt in de westerse wereld jaarlijks bij ongeveer 3 per 100.000 mensen voor. Uit bevolkingsonderzoek is gebleken dat virale meningitis vaker voorkomt (bij 10,9 per 100.000 mensen), en dat dit vaak 's zomers gebeurt. In Brazilië komt bacteriële meningitis vaker voor: jaarlijks 45,8 keer per 100.000 mensen. Sub-Saharisch Afrika heeft al meer dan een eeuw te lijden van uitgebreide epidemieën van meningokokkenmeningitis, en wordt daarom de "meningitisgordel" genoemd. Epidemieën doen zich gewoonlijk in het droge seizoen voor (december tot juni), een epidemische golf kan twee tot drie jaar duren en sterft uit tijdens het tussenliggende regenseizoen. In deze regio komen 100–800 gevallen per 100.000 bewoners voor, voor wie weinig medische zorg beschikbaar is. Deze gevallen worden hoofdzakelijk door meningokokken veroorzaakt. De grootste epidemie die ooit vastgelegd is, overspoelde de regio in 1996 en 1997, waarbij 250.000 mensen zieken werden en 25.000 mensen stierven.
Meningokokkenziekte doet zich epidemisch voor op plaatsen waar veel mensen voor het eerst samenwonen, zoals in legerkazernes, tijdens mobilisaties, op universiteitscampussen en tijdens de jaarlijkse hadj, de pelgrimstocht naar Mekka. Het patroon van epidemische cycli in Afrika wordt nog niet goed begrepen, maar er zijn wel verschillende factoren in verband gebracht met de ontwikkeling van epidemieën in de meningitisgordel. Deze factoren zijn onder meer: medische aandoeningen (het afweersysteem van de bevolking is gevoelig voor meningitis), demografische omstandigheden (reizen en verplaatsingen van grote bevolkingsgroepen), sociaaleconomische omstandigheden (overbevolking en slechte leefomstandigheden), klimatologische omstandigheden (droogte en stofstormen) en gelijktijdig optredende infecties (acute luchtweginfecties).
Er zijn aanzienlijke verschillen in de lokale verspreiding van oorzaken van bacteriële meningitis. De N. meningitides-groepen A en B bijvoorbeeld veroorzaken de meeste ziektegevallen in Europa, terwijl groep A in Azië wordt aangetroffen en de overhand heeft in Afrika, waar deze groep met zo'n 80 tot 85% van de geregistreerde gevallen van meningokokkenmeningitis de grootste epidemieën in de meningitisgordel veroorzaakt.

## Geschiedenis
Er wordt wel beweerd dat Hippocrates het bestaan van meningitis wellicht al besefte, en het lijkt erop dat meningisme al bekend was bij artsen van vóór de renaissance, zoals Avicenna. De beschrijving van tuberculeuze meningitis, toentertijd "waterzucht van de hersenen" genoemd, wordt in een postuum in 1768 verschenen rapport vaak toegeschreven aan de Edinburgher arts Robert Whytt, hoewel de link met tuberculose en de ziekteverwekkers van tuberculose pas in de eeuw daarop werd gevonden.
Epidemische meningitis is een recenter probleem. De eerste grote uitbraak die geregistreerd werd, vond in 1805 plaats in Genève. Kort daarna werden verscheidene epidemieën in Europa en de Verenigde Staten gedocumenteerd, en het eerste rapport over een epidemie in Afrika verscheen in 1840. In de 20e eeuw kwamen Afrikaanse epidemieën veel vaker voor, met als eerste een grote epidemie die van 1905 tot 1908 Nigeria en Ghana overspoelde.
Het eerste rapport over bacteriële infectie die ten grondslag aan meningitis lag, was afkomstig van de Oostenrijkse bacterioloog Anton Weichselbaum, die in 1887 de meningococcus beschreef. In de eerste rapporten was de sterfte aan meningitis zeer hoog (meer dan 90%). In 1906 werd een antiserum in paarden geproduceerd; dit paardenserum werd verder ontwikkeld door de Amerikaanse wetenschapper Simon Flexner, waardoor de sterfte aan meningokokkenziekte aanzienlijk afnam. In 1944 werd voor het eerst gemeld dat penicilline werkzaam was bij meningitis. Laat in de 20e eeuw werd het haemophilusvaccin geïntroduceerd, waardoor het aantal gevallen van meningitis veroorzaakt door deze ziekteverwekker scherp daalde. In 2002 werden aanwijzingen gevonden dat behandeling met steroïden de afloop van bacteriële meningitis kon verbeteren.